# Narodni park Čarin
Kanjon Čarin (znan tudi kot kanjon Šarin, kazaško Шарын шатқалы, Sharyn shatqaly) je kanjon reke Čarin v Kazahstanu (200 kilometrov vzhodno od Almatija, blizu kitajske meje). Kanjon je dolg približno 90 kilometrov. Je del narodnega parka Čarin (ustanovljen 23. februarja 2004) in leži na ozemlju okrožja Ujgur, okrožja Raijmbek in okrožja Enbekšikazah (v regiji Almati). Sčasoma je kanjon dobil barvite formacije različnih oblik in velikosti. Čeprav je veliko manjši od Velikega kanjona, je bil opisan kot enako veličasten.
Kanjon Čarin je edinstven naravni objekt s svojstvenimi reliefnimi oblikami v obliki kapelic, stolpov, živali, itd., ki so nastale zaradi vremenskih vplivov na sedimentne kamnine.

## Etimologija
Nekateri učenjaki menijo, da ime reke izhaja iz ujgurske besede Sharyn, kar pomeni 'jesen'. Obstaja tudi druga razlaga, da gre za izpeljanko turške korenske besede Char, kar pomeni 'prepad'. Obe razlagi ustrezata razmeram na lokaciji, kjer je teren prepaden in najdemo jesene. 

## Zgodovina
Kanjon Čarin je naravni spomenik, sestavljen iz sedimentnih kamnin, katerih starost je približno 12 milijonov let. Višina strmih bregov dosega 150-300 m.
Po besedah profesorja P. I. Marikovskega je kanjon nastal pred približno 25 milijoni let v terciarnem obdobju, ko je bilo na tem mestu veliko jezero. Pobočja nastajajo kot posledica uničenja kamnin (denudacije) in zaradi sedimentacije kamnin.

## Opis
Kanjon sestavljajo formacije ob bregovih reke Čarin, približno 80 kilometrov (navedeno je tudi 90 kilometrov). Reka ima skupno dolžino 393 kilometrov. Reka izvira v gorovju Tjanšan (kar pomeni 'Nebeško gorovje'), in teče po sušni polpuščavi v vzhodni Almati. Na različnih mestih doseže globino od 150 do 300 metrov.
Geološka tvorba kanjona je sestavljena iz sedimentnega rdečega peščenjaka, ki je bil podvržen atmosferskim vplivom (ali odlaganjem iz vulkanskih izmečkov), erozije vode in vetra, kar ima za posledico »redke in barvite formacije« v obliki skulptur . En del kanjona je, zaradi nenavadnih skalnih oblik, znan kot 'Dolini gradov' (Dolina Zamkov), njegova dolžina je 3 kilometre, globina pa 100 metrov.
Do kanjona je mogoče dostopati iz Almatija po glavni cesti, ki poteka skozi vasi Čilik, Baiseit in Kokpek (na razdalji približno 190 kilometrov). Od tam do parkirišča kanjona vodi cesta v razdalji 9 kilometrov in gre skozi narodni park Čarin (ali Šarin). S parkirišča pelje steza v kanjon. Druga pot iz parka (ki je dolga 1 kilometer) vodi do območja, kjer so pogledi na kanjon bolj slikoviti.
Slikovitost kanjona Čarin določa tudi raznolikost rastlinstva in živalstva. Tu raste več kot 1500 vrst rastlin, od katerih je 17 uvrščenih na Rdeči seznam Kazahstana in 62 vrst sesalcev, 103 vrste gnezdečih ptic, 25 vrst plazilcev.

### Dolina gradov
Rdeči kanjon ali 'Dolina gradov' je suha soteska, ki jo je sprala talina. Leži pravokotno na reko Čarin, teče skozi glinene-peščene sedimente in kamnite skale. Dolžina Rdečega kanjona je približno 3 km, širina od 20 do 130 m, globina do 100 m.

### Temirlik
Temirlik je območje in naravni okoljski objekt. Kanjon reke Temirlik v predgorju gorske reke Čarin, je vključen v zaščiteno območje narodnega parka Saranskij, ustanovljenega leta 2004. Zaščito objekta izvaja uprava državnega podjetja Čarin. Na ozemlju tega objekta je bilo pred tem ogromno jezero. Planota predgorja Ketmen je sestavljena iz kamnin, kot so sedimenti rdeče gline, pomešane z drobljenim kamnom in ostanki kamnin, ki so bile izpostavljene reki Temirlik, desnem pritoku reke Čarin. (Temir - iz turškega – 'železo'). Reka Temirlik izvira izpod predgorja Ketmen (kazaško - Ketpen - veriga visokih gora (na vzhodu regije Almati). Drugo ime grebena je Uzinkara, kar v prevodu pomeni 'dolga gora'. Na tej točki je reka razmeroma široka, plitva in mirna. V dolini reke Čarin (Šarin), enega največjih levih pritokov reke Ili, je nekaj vrst prazgodovinske flore in favne - sogdijski jesen. Sedanja oblika soteske je nastala pred približno milijonom let. Kot vsi kanjoni, ki so jih vrezale rečne vode, se Temirlik pojavi nepričakovano in ga je težko opaziti od daleč. Kanjon je širok do 1,5 kilometra in globok do 160 metrov ter predstavlja srednji del reke Temirlik, dolžina območja je 11 km, povsod na pobočju soteske so kupole, ozke reže, hodniki, niše, ki dajejo območju poseben videz. Slikovit kanjon s čudovitimi stebri, vijugastimi hodniki in špranjami je zelo podoben svojemu 'starejšemu bratu', slovitem kanjonu Čarin, zeleni pas pa je tesno uokvirjen z rdečimi skalami nizkih tvorb in daje izjemen vtis in ustvari sliko pisanega divjega kotička narave. Znanstvenik, naravoslovec, entomolog in pisec P. I. Marikovski je kanjon Temirlik imenoval Slvčkov kanjon. Petje slavčka je glavna simfonija tega področja. Marikovski je domneval, da so v območju živeli ljudje, ki so našli in predelovali železovo rudo.

## Turizem
Kanjon Čarin se razprostira 154 km vzdolž reke Čarin (ene najglobljih rek severnih gora Tjanšana). Veter, voda in pesek so obdelali Čarinov rdeč peščenjak, oblikovali njegove skulpture in odtenke. Nekatere pečine spominjajo na določene figure, zato nekatere dele kanjona imenujejo tudi 'Dolina gradov', 'Čarovniška soteska' in 'Soteska duhov'.
Plasti večbarvnih kamnin so plod različnih stopenj usedlin v sedimentih, ki vključujejo vulkanske kamnine lave na dnu in drobirske naplavine na vrhu. Kanjon Čarin je sestavljen iz 5 različnih kanjonov: Dolina gradov (najbolj priljubljen del kanjona Čarin), kanjon Temirlik, Rumeni kanjon, Rdeči kanjon in kanjon Bestamak. Obstajajo tudi številni manjši kanjoni, med drugim kanjon Kurtogaj in Tazbas.
Pustolovske športne aktivnosti na reki so rafting in vožnja s kanuji. Pogost je tudi ribolov lokalnih vrst rib z imenom Goli Osman. Dolvodno od kanjona se nahaja suha cona soteske, imenovana Rdeči kanjon ali 'Dolina gradov'. Razteza se na približno 1 km in je globoka približno 100 metrov. V soteski je steza, ki ima naravno izklesane rdeče kamnite formacije.
Reliktni gozd je od kanjona oddaljen približno 20 kilometrov. Gozd je znan kot 'sogdijski jesen' (jesen), za katerega naj bi veljalo, da je izpeljanka iz ledene dobe). Lokacija velja za edinstveno v različnih zapisih. Za zaščiten rezervat je bil razglašen leta 1964. Zdaj je povezan z narodnim parkom Čarin. Poleg jesena so na tem območju še druge vrste dreves, kot so vrba, topol in češmin.

## Zaščita
Naravni spomenik je zaščitila država in ima status naravovarstvene in znanstvene ustanove.